# Cefuroksym
Cefuroksym – organiczny związek chemiczny, półsyntetyczna cefalosporyna II generacji o działaniu bakteriobójczym o szerokim spektrum przeciwbakteryjnym. Aktywny wobec bakterii Gram-dodatnich i Gram-ujemnych. Nieaktywny wobec bakterii atypowych. Nie wchłania się z przewodu pokarmowego, stąd stosuje się podawanie drogą parenteralną (pozajelitową). Nie jest metabolizowany, a jego biologiczny okres półtrwania wynosi ok. 80 min. Wydalanie następuje przez nerki.

## Aksetyl cefuroksymu

Aksetyl cefuroksymu

Do stosowania doustnego przeznaczony jest prolek, aksetyl cefuroksymu. Jest to bardziej lipofilowa pochodna cefuroksymu, jego ester z 1-(1-ketoetoksy)etan-1-olem. Jego dostępność biologiczna wynosi 40–52% (wyższa jest po posiłku). Podobnie jak cefuroksym, nie jest metabolizowany i jest wydalany przez nerki, jednak ma dłuższy okres półtrwania: 1,2–1,5 godziny.

## Wskazania
- zakażenia układu oddechowego,
- zapalenie ucha środkowego,
- zakażenie skóry i tkanek miękkich,
- zakażenia układu moczowego,
- rzeżączka,
- borelioza.

## Przeciwwskazania
- nadwrażliwość na antybiotyki cefalosporynowe lub penicyliny,
- niewydolność nerek.

## Reakcje niepożądane
- reakcje alergiczne (wysypka, eozynofilia, gorączka, rzadko anafilaksja),
- zapalenie żył,
- dodatni test Coombsa,
- anemia hemolityczna (rzadko),
- granulocytopenia i trombocytopenia[6].

## Preparaty
Preparaty cefuroksymu mają postać proszku do sporządzania zawiesiny lub roztworu do wstrzyknięć. W Polsce są dostępne: Aprokam, Biofuroksym, Cefuroxim-MIP i Zinacef.
Preparaty aksetylu cefuroksymu to tabletki lub proszek/granulat do sporządzania zawiesiny doustnej. W Polsce są dostępne: Bioracef, Cefox, Cefuroxime, Ceroxim, Furocef, Tarsime, Xorim, Xorimax, Zamur, Zinnat i Zinoxx.

## Dawkowanie
- Cefuroksym[4]: Dożylnie lub domięśniowo. Zwykle u osób dorosłych 0,75–1,5 g trzy razy na dobę.
- Aksetyl cefuroksymu[5]: Doustnie. Zwykle u osób dorosłych 0,25–0,5 g dwa razy na dobę.